# Abel (prénom)
Pour les articles homonymes, voir Abel (homonymie).
Abel est un prénom masculin d'origine hébraïque se référant à Abel, deuxième fils d'Adam et Ève d'après la Genèse.
La Saint-Abel a lieu le 5 août.

## Variantes
| Langue      | Équivalent     |
| ----------- | -------------- |
| Allemand    | Abel           |
| Anglais     | Abel           |
| Arabe       | هابيل, (Hābīl) |
| Bulgare     | Авел (Abel)    |
| Croate      | Abel           |
| Danois      | Abel           |
| Espagnol    | Abel           |
| Espéranto   | Habelo         |
| Estonien    | Aabel          |
| Finnois     | Abel           |
| Grec        | Άβελ (Abel)    |
| Hébreu      | הבל (Hével)    |
| Hongrois    | Ábel           |
| Néerlandais | Abel           |
| Italien     | Abele          |
| Latin       | Abel           |
| Letton      | Ābels          |
| Lituanien   | Abelis         |
| Norvégien   | Abel           |
| Polonais    | Abel           |
| Portugais   | Abel           |
| Roumain     | Abel           |
| Russe       | Авель (Abel)   |
| Suédois     | Abel           |
| Tchèque     | Ábel           |

## Popularité
En France,  au XXe siècle, il atteint son pic de popularité en 1909 avec 572 naissances de Abel avant de décliner à partir des années 1930 ; il connaît un regain de popularité depuis les années 2000 et en 2019, 1 217 nouveau-nés ont reçu ce prénom.
Dans le reste du monde, le prénom Abel (sans accent) est porté dans les pays francophones, hispanophones, lusophones, anglophones, germanophones, roumanophones, ainsi que dans les pays scandinaves et dans certains pays slaves.

## Personnages historiques
- Abel, (fl. 744-748), archevêque de Reims.
- Abel, (1218-1252), roi du Danemark.

## Personnalités portant ce prénom
- Abel Aguilar, (1985-), footballeur colombien.
- Abel Aguilar Elizalde, (1929-), arbitre de football mexicain.
- Abel Alves, (1958-), footballeur puis entraîneur argentin.
- Abel Amiaux, (1861-1939), illustrateur français.
- Abel Antón, (1962-), athlète de fond espagnol.
- Abel Aubert du Petit-Thouars, (1793-1864), navigateur, explorateur et officier de marine français.
- Abel Balbo, (1966-), footballeur puis entraîneur argentin.
- Abel Bergaigne, (1838-1888), indianiste français.
- Abel Bergasse Dupetit-Thouars, (1832-1890), officier de marine français.
- Abel Berger, (1828-1914), avocat, juriste et homme politique français.
- Abel Bertram, (1871-1954), peintre français.
- Abel Bessac, (1911-2001), homme politique français.
- Abel Bonnard, (1883-1968), académicien, écrivain, essayiste, homme politique, moraliste et poète français.
- Abel Botelho, (1855-1917), diplomate et écrivain portugais.
- Abel Boyer, (1664-1729), lexicographe, linguiste et journaliste français.
- Abel Brillanceau, (?-1989), géologue français.
- Abel Brion, (1906-1976), vétérinaire et professeur français.
- Abel Brunier, (1572-1665), botaniste et médecin français.
- Abel Burja, (1752-1816), pasteur protestant, mathématicien et inventeur allemand.
- Abel Caballero, (1946-), homme politique espagnol.
- Abel Camará, (1990-), footballeur bissau-guinéen-portugais.
- Abel Carlevaro, (1916-2001), compositeur et professeur de guitare uruguayen.
- Abel Carlos da Silva Braga, (1952-), footballeur puis entraîneur brésilien.
- Abel Castiau, (1842-1918), homme politique français.
- Abel Chen, (?-?), auteur de bande dessinée français.
- Abel Chivukuvuku, (1957-), homme politique angolais.
- Abel Chrétien, (1919-1972), sculpteur, graveur et médailleur français.
- Abel Clarin de La Rive, (1855-1914), historien, essayiste journaliste et antimaçonnique français.
- Abel Claude de Vichy-Champrond, (1765-1832), homme politique français.
- Abel Combarieu, (1856-1944), homme politique français.
- Abel Danos, (1904-1952), membre de la Gestapo et du Gang des Tractions Avant français.
- Abel De Los Santos, (1992-), joueur de baseball dominicain.
- Abel Decaux, (1869-1943), compositeur et organiste français.
- Abel Desjardins, (1814-1886), historien français.
- Abel Deval, (1863-1938), acteur et directeur de théâtre français.
- Abel Dimier, (1794-1864), sculpteur français.
- Abel Douay, (1809-1870), Officier, militaire français.
- Abel Dubois, (1921-1989), homme politique belge.
- Abel Dufresne, (1788-1862), magistrat, peintre  et homme de lettres français.
- Abel Durand, (1879-1975), avocat et homme politique français.
- Abel Ehrlich, (1915-2003), compositeur israélien.
- Abel Eyinga, (1933-2014), homme politique camerounais.
- Abel Faivre, (1867-1945), peintre, lithographe, illustrateur et caricaturiste français.
- Abel Farnoux, (1921-2008), haut fonctionnaire et résistant français.
- Abel Fernández, (1930-2016), acteur américain.
- Abel Fernando Moreira Ferreira, (1978-), dit « Abel », footballeur portugais.
- Abel Ferrara, (1951-), réalisateur et scénariste américain.
- Abel Ferry, (1881-1918), homme politique français, Mort pour la France et neveu de Jules Ferry.
- Abel Ferry, (1973-), réalisateur français.
- Abel Fleury, (1903-1958), guitariste et compositeur argentin.
- Abel Folk, (1959-), acteur espagnol.
- Abel Foullon, (vers 1514-1563), mathématicien, traducteur et poète français.
- Abel François Nicolas Caroillon de Vandeul, (1746-1813), homme d'affaires français.
- Abel Friant, (1921-1945), résistant français.
- Abel Gaborit, (1934-2019), prêtre catholique et organiste français.
- Abel Gance, (1889-1981), réalisateur, scénariste et producteur français.
- Abel Gardey, (1882-1957), homme politique français.
- Abel Gauthier, (1905-1991), homme politique français.
- Abel Gerbaud, (1888-1954), peintre français.
- Abel Gilbert, (1849-1914), prélat français, évêque du Mans.
- Abel Glena, (1862-1932), architecte français.
- Abel Gnecco, (?-), arbitre de football argentin.
- Abel Goumba, (1926-2009), docteur en médecine, agrégé de médecine de santé publique et homme politique centrafricain.
- Abel Gower, (1836-1899), consul britannique.
- Abel Grimmer, (1575-1619), peintre belge.
- Abel Guichemerre, (1889-1946), joueur de rugby à XV français.
- Abel Guidet, (1890-1944), homme politique et résistant français.
- Abel Gómez Moreno, (1982-), footballeur espagnol.
- Abel Hermant, (1862-1950), écrivain et dramaturge français.
- Abel Hernández, (1990-), footballeur uruguayen.
- Abel Herzberg, (1893-1989), avocat, écrivain, dramaturge et poète néerlandais.
- Abel Hovelacque, (1843-1896), linguiste, anthropologue et homme politique français.
- Abel Hugo, (1798-1855), militaire et essayiste français.
- Abel Jacquin, (1893-1968), acteur français.
- Abel Jafri, (1965-), acteur français.
- Abel Joseph Guillot, (1760-1827), colonel français.
- Abel Khaled, (1992-), footballeur franco-algérien.
- Abel Kirui, (1982-), athlète de fond kényan.
- Abel Kiviat, (1892-1991), athlète de demi-fond américain.
- Abel Korzeniowski, (1972-), compositeur polonais.
- Abel Kouvouama, (1950-), anthropologue français.
- Abel L'Angelier, (1553?-1610), éditeur-imprimeur français.
- Abel Lafleur, (1875-1953), sculpteur, graveur et médailleur français.
- Abel Lafouge, (1895-1950), footballeur français.
- Abel Laudonio, (1938-2014), boxeur argentin.
- Abel Lauvray, (1870-1950), peintre français.
- Abel Laville, (1904-1943), résistant français, mort en déportation.
- Abel Leblanc, (1919-2019), peintre, sculpteur, chansonnier et poète français.
- Abel Leblanc, (1946-), administrateur, syndicaliste et homme politique canadien.
- Abel Le Creps, (1787-1850), homme politique français.
- Abel Lefranc, (1863-1952), historien de la littérature français.
- Abel Lefèvre, (1870-1948), homme politique français.
- Abel Lobatón, (1977-), footballeur péruvien.
- Abel Lurkin, (1891-1963), écrivain belge.
- Abel Manouvriez, (1883-1963), journaliste d'extrême droite français.
- Abel Martin, (1890-1958), arbitre de rugby à XV français.
- Abel Matutes, (1941-), homme d'affaires et homme politique espagnol.
- Abel Meeropol, (1903-1986), poète, auteur-compositeur et écrivain américain.
- Abel Mestre, (1980-), journaliste et militant politique français.
- Abel Michéa, (1920-1986), journaliste sportif français.
- Abel Miglietti, (1946-), footballeur portugais.
- Abel Moreno, (1944-), compositeur, musicologue et chef d'orchestre espagnol.
- Abel Mustieles, (1991-), cycliste de VTT espagnol.
- Abel Mutai, (1988-), athlète de steeple kényan.
- Abel Muzorewa, (1925-2010), évêque méthodiste et homme politique sud-rhodésien puis zimbabwéen.
- Abel Nahmias, (?-), producteur de cinéma français.
- Abel Niépce de Saint-Victor, (1805-1870), physicien, inventeur, photographe, militaire et chimiste français.
- Abel Ogier, (1931-2010), sculpteur français.
- Abel P. Upshur, (1790-1844), avocat, juge et homme politique américain.
- Abel Pacheco, (1933-), homme d'État costaricien, président du Costa Rica du 8 mai 2002 au 8 mai 2006.
- Abel Pann, (1883-1963), artiste peintre, lithographe et graveur israélien.
- Abel Pavet de Courteille, (1821-1889), orientaliste et professeur français.
- Abel Paz, (1921-2009), historien, écrivain et militant anarchiste espagnol.
- Abel Pineau, (1895-1973), peintre, vitrailliste, fresquiste et graveur français.
- Abel Posse, (1934-), écrivain, diplomate et journaliste argentin.
- Abel Poulain, (1899-1969), homme politique français.
- Abel Poyaud, (1884-1950), industriel français.
- Abel Prouharam, (1868-1952), homme politique français.
- Abel Quezada, (1920-1991), illustrateur, caricaturiste, dessinateur, conteur, peintre, écrivain et journaliste mexicain.
- Abel Ramírez Águilar, (1943-2021), sculpteur mexicain.
- Abel Resino, (1960-), footballeur puis entraîneur espagnol.
- Abel Rey, (1873-1940), historien et philosophe français.
- Abel Roper, (1665-1726), journaliste britannique.
- Abel Ruiz, (2000-), footballeur espagnol.
- Abel Salazar, (1917-1995), acteur, réalisateur, scénariste et producteur mexicain.
- Abel Sarramiac (1886-1944), comptable et résistant français, mort en déportation.
- Abel Sempé, (1912-2006), homme politique français.
- Abel Servien, (1593-1659), homme d'État et diplomate français.
- Abel Seyler, (1730-1801), acteur, metteur en scène et directeur de théâtre suisse.
- Abel Silva, (1969-), footballeur portugais.
- Abel Sovet, (?-?), acteur de cinéma muet belge.
- Abel Surchamp, (1846-1913), homme politique français.
- Abel Tamata, (1990-), footballeur congolais.
- Abel Tarride, (1865-1951), acteur, dramaturge et directeur de théâtre français.
- Abel Tasman, (1603-1659), navigateur et explorateur néerlandais.
- Abel Tesfaye, (1990-), chanteur connu sous le nom de The Weeknd.
- Abel Teweldemedhn, (1996-), cycliste sur route érythréen.
- Abel Thermeus, (1983-), footballeur haïtien.
- Abel Thomas, (1920-2003), homme politique français.
- Abel Transon, (1805-1876), mathématicien et journaliste politique français.
- Abel Vautier, (1796-1863), homme politique français.
- Abel Verdurand, (1886-1970), ingénieur français.
- Abel Verse, (1905-1994), joueur de dames français.
- Abel Villard, (1871-1969), peintre français.
- Abel Xavier, (1972-),  footballeur portugais.
- Abel Xavier Nzuzi Lubota, (?-), homme politique angolais.
- Abel d'Adhémar, (1812-1851), compositeur français.
- Abel de Gullane, (?-1254), prélat écossais, évêque de St Andrews.
- Abel de Kerchove d'Exaerde, (1839-1914), homme politique belge.
- Abel de Lespinasse, (?-?), homme politique français.
- Abel de Pujol, (1785-1861), peintre néoclassique français.

- Pour l'ensemble des articles sur les personnes portant ce prénom, consulter :
  - la liste des articles dont le titre commence par ce prénom
  - les listes produites par Wikidata : Liste des personnes de prénom « Abel » — même liste en incluant les éventuels prénoms composés qui contiennent « Abel ».